# Hans Sølvhøj
Hans Sølvhøj, né le 11 juillet 1919 à Copenhague (Danemark) et mort le 28 décembre 1989, est un homme politique danois, membre des Sociaux-démocrates et ancien ministre.

## Décoration
- Chevalier de l'ordre de Dannebrog

### Sources
- (da) Cet article est partiellement ou en totalité issu de l’article de Wikipédia en danois intitulé « Hans Sølvhøj » (voir la liste des auteurs).